# Alfredo Pardo Villate
Alfredo Pardo Villate fue un médico y político peruano.
Cursó sus estudios de medicina humana en la Facultad de Medicina de San Fernando. Fue elegido en 1913 como diputado suplente de la provincia de Pasco, que entonces aún formaba parte del departamento de Junín, junto a Héctor Escardó Salazar y Pedro Larrañaga quienes fueron elegidos como diputados titulares o propietarios. Cumplió su mandato durante los gobiernos de Guillermo Billinghurst, Oscar R. Benavides y el segundo gobierno de José Pardo.